# 波瓦基 (新墨西哥州)
波瓦基（英語：Pojoaque）是位於美國新墨西哥州聖菲縣的普查規定居民點。

## 人口
根據2020年美國人口普查的數據，波瓦基的面積為11.31平方千米，皆為陸地。當地共有人口2071人，而人口密度為每平方千米183.11人。